# Jacek Juliusz
Juliusz Jacek (ur. 1881 w Dziergowicach, zm. 1945 w Magdeburgu) – powstaniec śląski, działacz społeczny na Śląsku.

## Życiorys
Urodził się w rodzinie chłopskiej w Dziergowicach. Po ukończeniu szkoły ludowej pracował jako robotnik w regulacji rzeki Odra, a później jako górnik w kopalni „Max” (obecnie Kopalnia Węgla Kamiennego Michał).

### Działalność
Brał udział w III powstaniu śląskim. Był członkiem Związku Polaków w Niemczech, a od 1928 roku pełnił funkcję sekretarza tej organizacji w regionie kozielskim. Był członkiem rady nadzorczej Banku Ludowego w Koźlu oraz prezesem Związku Polskiej Młodzieży Katolickiej w Dziergowicach. Po wybuchu II wojny światowej aresztowany przez Niemców i umieszczony w obozie koncentracyjnym w Buchenwaldzie. Przeniesiony do przymusowych robót w Babiej Górze oraz niemieckiej miejscowości Burg bei Magdeburg w okolicach Magdeburga gdzie został zamordowany przez nazistów niemieckich.

## Upamiętnienie
- Imię Juliusza Jacka nadane zostało Gminnej Szkole Zbiorczej w Bierawie gdzie znajduje się poświęcona mu tablica pamiątkowa.